# Susana Jiménez Schuster
Susana Alejandra Isabel Jiménez Schuster. (Santiago, 26 de julio de 1969)  es una ingeniera comercial y política chilena. Se desempeñó como ministra de Energía entre marzo de 2018 y junio de 2019 durante el segundo gobierno de Sebastián Piñera. En diciembre de 2024, asumió la presidencia de la Confederación de la Producción y del Comercio (CPC), convirtiéndose en la primera mujer en liderar esta multigremial empresarial

## Familia y estudios
Es hija de Guillermo Jiménez Ormeño y Eveline Renate Schuster Korpitsch.
Se formó en Colegio Saint George's de Vitacura.Es ingeniera comercial de la Pontificia Universidad Católica de Chile, magíster en economía y posee un diplomado en libre competencia en la misma universidad. Asimismo es magíster en humanidades en la Universidad del Desarrollo (UDD).

## Trayectoria profesional
Comenzó su carrera profesional trabajando como economista de la División de Estudios del Banco Central de Chile entre 1995 y 1997. Luego en 1999 se desempeñó como asistente económico en la oficina de representación del Ministerio de Hacienda de Chile en Nueva York.[cita requerida] Entre los años 2000 y 2002 fue jefa de Estudios en la Consultora Zahler & Co. Posteriormente trabajó en la Consultora P. Rojas y Asociados como Economista Asociada, y a partir de 2009 fue socia. 
Posteriormente, integró el Consejo Consultivo del Ministerio del Medio Ambiente y fue miembro del Consejo Nacional de Pesca y del Consejo de la Sociedad Civil de la Comisión Nacional de Energía. Paralelamente, fue profesora del Instituto de Economía de la Universidad Católica de Chile.
En mayo de 2010 empezó a trabajar en el think tank Instituto Libertad y Desarrollo (LyD) como economista senior. Estuvo a cargo de los estudios relacionados con regulación y libre competencia, medio ambiente, recursos hídricos, energía, telecomunicaciones y pesca. A partir de enero de 2017 asumió como subdirectora de LyD.
El 11 de marzo de 2018 entró al segundo gobierno de Sebastián Piñera, al ser nombrada como ministra de Energía —siendo la primera mujer en asumir dicho cargo—, labor que dejó el 13 de junio de 2019 durante un segundo cambio de gabinete que efectuó Piñera y fue reemplazada por Juan Carlos Jobet. A partir del 24 de junio de 2019 fungió el cargo de asesora presidencial en políticas regulatorias.
Luego de abandonar el ministerio, fue designada por el gobierno en el cargo de directora de BancoEstado. Asimismo, desde abril de 2020 es parte del directorio de la empresa Soprole y en mayo de 2020 asume como vicepresidenta de la Sociedad de Fomento Fabril.
En diciembre de 2024, asumió como presidenta de la multigremial empresarial Confederación de la Producción y del Comercio, siendo la primera mujer en ostentar dicho cargo.